# Secretari d'Estat d'Afers Exteriors i de la Commonwealth
El Secretari d'Estat d'Afers Exteriors i de la Commonwealth, normalment anomenat com a Secretari del "Foreign Office" és un membre del Govern de Sa Majestat Britànica, que encapçala el Ministeri d'Exteriors i de la Commonwealth, sent responsable de les relacions amb els altres països, els afers relatius a la Commonwealth i els Territoris d'Ultramar.

## Posició
El càrrec de Secretari d'Estat d'Afers Exteriors va crear-se durant la reorganització governamental del Regne Unit del 1782, en la que els Departaments del Nord i del Sud esdevingueren les Oficines d'Interior i d'Exteriors, respectivament. La seva posició és considerada com una de les quatre Grans Oficines de l'Estat (Great Offices of State); i el càrrec de Secretari d'Estat d'Afers Exteriors i de la Commonwealth va néixer com a tal el 1968, amb la fusió de les Secretaries d'Estat d'Exteriors i de la Commonwealth. El càrrec de Secretari d'Estat per l'Índia va ser un predecessor de l'Oficina d'Exteriors.
El Secretari d'Exteriors és un membre del Govern. La seva seu és a Whitehall. La residència oficial és a 1 Carlton Gardens a Londres i a Chevening a Kent. Margaret Beckett va ser la primera dona en ocupar el càrrec, el 2006.
L'actual Secretari d'Estat d'Afers Exteriors i de la Commonwealth és el Molt Honorable Jeremy Hunt MP.

## Secretaris d'Estat d'Afers Exteriors, 1782-1801
| Nom | Nom                                             | Imatge                         | Accés al càrrec        | Abandonament del càrrec      | Partit Polític                   | Primer Ministre          |
| --- | ----------------------------------------------- | ------------------------------ | ---------------------- | ---------------------------- | -------------------------------- | ------------------------ |
|     | Charles James Fox                               | Charles James Fox              | 27 de març de 1782     | 5 de juliol de 1782 (dimití) | Partit Whig                      | El Marquès de Rockingham |
|     | Lord Grantham                                   |                                | 13 de juliol de 1782   | 2 d'abril de 1783            | Partit Whig                      | El Comte de Shelburne    |
|     | Charles James Fox                               | Charles James Fox              | 2 d'abril de 1783      | 19 de desembre de 1783       | Partit Whig (Coalició Fox-North) | El Duc de Portland       |
|     | El Comte Temple                                 | George Nugent-Temple-Grenville | 19 de desembre de 1783 | 23 de desembre de 1783       | Tory                             | William Pitt el Jove     |
|     | El Marquès de Carmarthen (Duc de Leeds al 1789) | Marquès de Carmarthen          | 23 de desembre de 1783 | Maig de 1791 (dimití)        | Tory                             | William Pitt el Jove     |
|     | Lord Grenville                                  | Lord Grenville                 | 8 de juny de 1791      | 20 de febrer de 1801         | Tory                             | William Pitt el Jove     |

## Secretaris d'Estat d'Afers Exteriors, 1801-1900
| Nom                  | Nom                                                                           | Imatge                  | Accés al càrrec        | Abandonament del càrrec            | Partit Polític         | Primer Ministre                     |
| -------------------- | ----------------------------------------------------------------------------- | ----------------------- | ---------------------- | ---------------------------------- | ---------------------- | ----------------------------------- |
|                      | Lord Hawkesbury                                                               | Lord Hawkesbury         | 20 de febrer de 1801   | 14 de maig de 1804                 | Tory                   | Henry Addington                     |
|                      | Lord Harrowby                                                                 | Lord Harrowby           | 14 de maig de 1804     | 11 de gener de 1805                | Tory                   | William Pitt el Jove                |
|                      | Lord Mulgrave                                                                 | Lord Mulgrave           | 11 de gener de 1805    | 7 de febrer de 1806                | Tory                   | William Pitt el Jove                |
|                      | Charles James Fox                                                             | Charles James Fox       | 7 de febrer de 1806    | 13 de setembre de 1806 (traspassà) | Partit Whig            | Lord Grenville                      |
|                      | Vescomte Howick                                                               | Vescomte Howick         | 24 de setembre de 1806 | 25 de març de 1807                 | Partit Whig            | Lord Grenville                      |
|                      | George Canning                                                                | George Canning          | 25 de març de 1807     | 11 d'octubre de 1809 (dimití)      | Tory                   | El Duc de Portland                  |
|                      | El Comte Bathurst                                                             | El Comte Bathurst       | 11 d'octubre de 1809   | 6 de desembre de 1809              | Tory                   | El Duc de Portland                  |
|                      | El Marquès Wellesley                                                          | Richard Wellesley       | 6 de desembre de 1809  | 4 de març de 1812                  |                        | Spencer Perceval                    |
|                      | Vescomte Castlereagh                                                          | Vescomte Castlereagh    | 4 de març de 1812      | 12 d'agost de 1822 (traspassà)     | Tory                   | Lord Liverpool                      |
|                      | George Canning                                                                | George Canning          | 16 de setembre de 1822 | 30 d'abril de 1827                 | Tory                   | Lord Liverpool                      |
|                      | El Comte de Dudley                                                            | Comte de Dudley         | 30 d'abril de 1827     | 2 de juny de 1828                  | Tory                   | George Canning                      |
| El Vescomte Goderich | El Comte de Dudley                                                            | Comte de Dudley         | 30 d'abril de 1827     | 2 de juny de 1828                  | Tory                   |                                     |
|                      | El Comte d'Aberdeen                                                           | Comte d'Aberdeen        | 2 de juny de 1828      | 22 de novembre de 1830             | Tory                   | El Duc de Wellington                |
|                      | El Vescomte Palmerston                                                        | Vescomte Palmerston     | 22 de novembre de 1830 | 15 de novembre de 1834             | Partit Whig            | El Comte Grey                       |
|                      | El Vescomte Palmerston                                                        | Vescomte Palmerston     | 22 de novembre de 1830 | 15 de novembre de 1834             | Partit Whig            | El Vescomte Melbourne               |
|                      | El Duc de Wellington                                                          | El Duc de Wellington    | 15 de novembre de 1834 | 18 d'abril de 1835                 | Tory                   | El Duc de Wellington                |
| Sir Robert Peel      | El Duc de Wellington                                                          | El Duc de Wellington    | 15 de novembre de 1834 | 18 d'abril de 1835                 | Tory                   |                                     |
|                      | El Vescomte Palmerston                                                        | Vescomte Palmerston     | 18 d'abril de 1835     | 2 de setembre de 1841              | Partit Whig            | El Vescomte Melbourne               |
|                      | El Comte d'Aberdeen                                                           | Comte d'Aberdeen        | 2 de setembre de 1841  | 6 de juliol de 1846                | Conservador            | Sir Robert Peel                     |
|                      | El Vescomte Palmerston                                                        | Vescomte Palmerston     | 6 de juliol de 1846    | 26 de desembre de 1851             | Partit Whig            | Lord John Russell, 1st Earl Russell |
|                      | Granville Leveson-Gower, 2nd Earl Granville, el Comte Granville               | Segon comte Granville   | 26 de desembre de 1851 | 27 de febrer de 1852               | Partit Whig            | Lord John Russell, 1st Earl Russell |
|                      | El Comte de Malmesbury                                                        |                         | 27 de febrer de 1852   | 28 de desembre de 1852             | Conservador            | El Comte de Derby                   |
|                      | Lord John Russell                                                             | Lord John Russell       | 28 de desembre de 1852 | 21 de febrer de 1853               | Partit Whig (Coalició) | El Comte de Aberdeen                |
|                      | El Comte de Clarendon                                                         | Comte de Clarendon      | 21 de febrer de 1853   | 26 de febrer de 1858               | Partit Whig (Coalició) | El Comte de Aberdeen                |
|                      | El Comte de Clarendon                                                         | Comte de Clarendon      | 21 de febrer de 1853   | 26 de febrer de 1858               | Partit Whig            | El Vescomte Palmerston              |
|                      | El Comte de Malmesbury                                                        |                         | 26 de febrer de 1858   | 18 de juny de 1859                 | Conservador            | El Comte de Derby                   |
|                      | John Russell, primer Earl Russell, Lord John Russell (Earl Russell from 1861) | Lord John Russell       | 18 de juny de 1859     | 3 de novembre de 1865              | Liberal                | Vescomte Palmerston                 |
|                      | George Villiers, Comte de Clarendon, 4th Earl of Clarendon                    | Comte de Clarendon      | 3 de novembre de 1865  | 6 de juliol de 1866                | Liberal                | John Russell                        |
|                      | Lord Stanley (posteriorment Comte de Derby)                                   | Lord Stanley            | 6 de juliol de 1866    | 9 de desembre de 1868              | Conservador            | Benjamin Disraeli                   |
|                      | El Comte de Clarendon                                                         | Comte de Clarendon      | 9 de desembre de 1868  | 6 de juliol de 1870                | Liberal                | William Ewart Gladstone             |
|                      | El Comte Granville                                                            | Segon comte Granville   | 6 de juliol de 1870    | 21 de febrer de 1874               | Liberal                | William Ewart Gladstone             |
|                      | El Comte de Derby                                                             | Lord Stanley            | 21 de febrer de 1874   | 2 d'abril de 1878                  | Conservador            | Benjamin Disraeli                   |
|                      | El Marquès de Salisbury                                                       | El Marquès de Salisbury | 2 d'abril de 1878      | 28 d'abril de 1880                 | Conservador            | Benjamin Disraeli                   |
|                      | El Comte Granville                                                            | Segon comte Granville   | 28 d'abril de 1880     | 24 de juny de 1885                 | Liberal                | William Ewart Gladstone             |
|                      | El Marquès de Salisbury                                                       | El Marquès de Salisbury | 24 de juny de 1885     | 6 de febrer de 1886                | Conservador            | El Marquès de Salisbury             |
|                      | El Comte de Rosebery                                                          | El Comte de Rosebery    | 6 de febrer de 1886    | 3 d'agost de 1886                  | Liberal                | William Ewart Gladstone             |
|                      | El Comte de Iddesleigh                                                        | El Comte de Iddesleigh  | 3 d'agost de 1886      | 12 de gener de 1887 (traspassà)    | Conservador            | El Marquès de Salisbury             |
|                      | El Marquès de Salisbury                                                       | El Marquès de Salisbury | 14 de gener de 1887    | 11 d'agost de 1892                 | Conservador            | El Marquès de Salisbury             |
|                      | El Comte de Rosebery                                                          | El Comte de Rosebery    | 18 d'agost de 1892     | 11 de març de 1894                 | Liberal                | William Ewart Gladstone             |
|                      | El Comte de Kimberley                                                         | El Comte de Kimberley   | 11 de març de 1894     | 21 de juny de 1895                 | Liberal                | El Comte de Rosebery                |
|                      | El Marquès de Salisbury                                                       | El Marquès de Salisbury | 29 de juny de 1895     | 12 de novembre de 1900             | Conservador            | El Marquès de Salisbury             |

## Secretaris d'Estat d'Afers Exteriors, 1900-1968
| Nom                   | Nom                                                                     | Imatge                                                                  | Accés al càrrec        | Abandonament del càrrec         | Partit Polític                                         | Primer Ministre              |
| --------------------- | ----------------------------------------------------------------------- | ----------------------------------------------------------------------- | ---------------------- | ------------------------------- | ------------------------------------------------------ | ---------------------------- |
|                       | El Marquès de Lansdowne                                                 | El Marquès de Lansdowne                                                 | 12 de novembre de 1900 | 4 de desembre de 1905           | Liberal Unionista                                      | El Marquès de Salisbury      |
| Arthur Balfour        | El Marquès de Lansdowne                                                 | El Marquès de Lansdowne                                                 | 12 de novembre de 1900 | 4 de desembre de 1905           | Liberal Unionista                                      |                              |
|                       | Sir Edward Grey, Bt                                                     | Sir Edward Grey, Bt                                                     | 10 de desembre de 1905 | 10 de desembre de 1916          | Liberal                                                | Sir Henry Campbell-Bannerman |
| Herbert Henry Asquith | Sir Edward Grey, Bt                                                     | Sir Edward Grey, Bt                                                     | 10 de desembre de 1905 | 10 de desembre de 1916          | Liberal                                                |                              |
|                       | Arthur Balfour                                                          | Arthur Balfour                                                          | 10 de desembre de 1916 | 23 d'octubre de 1919            | Conservador (Coalició)                                 | David Lloyd George           |
|                       | El Comte Curzon de Kedleston (Marquess Curzon de Kedleston des de 1921) | El Comte Curzon de Kedleston (Marquess Curzon de Kedleston des de 1921) | 23 d'octubre de 1919   | 22 de gener de 1924             | Conservador (Coalició)                                 | David Lloyd George           |
|                       | El Comte Curzon de Kedleston (Marquess Curzon de Kedleston des de 1921) | El Comte Curzon de Kedleston (Marquess Curzon de Kedleston des de 1921) | 23 d'octubre de 1919   | 22 de gener de 1924             | Conservador                                            | Andrew Bonar Law             |
|                       | El Comte Curzon de Kedleston (Marquess Curzon de Kedleston des de 1921) | El Comte Curzon de Kedleston (Marquess Curzon de Kedleston des de 1921) | 23 d'octubre de 1919   | 22 de gener de 1924             | Conservador                                            | Stanley Baldwin              |
|                       | Ramsay MacDonald                                                        | Ramsay MacDonald                                                        | 22 de gener de 1924    | 3 de novembre de 1924           | Partit Laborista                                       | Ramsay MacDonald             |
|                       | Sir Austen Chamberlain                                                  | Sir Austen Chamberlain                                                  | 6 de novembre de 1924  | 4 de juny de 1929               | Conservador                                            | Stanley Baldwin              |
|                       | Arthur Henderson                                                        | Arthur Henderson                                                        | 7 de juny de 1929      | 24 d'agost de 1931              | Partit Laborista                                       | Ramsay MacDonald             |
|                       | Rufus Daniel Isaacs, 1st Marquès de Reading                             | Rufus Isaacs, 1st Marquès de Reading                                    | 25 d'agost de 1931     | 5 de novembre de 1931           | Liberal Nacional ( Primer Govern Nacional)             | Ramsay MacDonald             |
|                       | Sir John Simon, 1r Vescomte Simon                                       | Sir John Simon, 1r Vescomte Simon                                       | 5 de novembre de 1931  | 7 de juny de 1935               | Liberal Nacional (Segon Govern Nacional1931–1935)      | Ramsay MacDonald             |
|                       | Sir Samuel Hoare, Bt                                                    | Sir Samuel Hoare, Bt                                                    | 7 de juny de 1935      | 18 de desembre de 1935 (dimití) | Conservador (Tercer Govern Nacional1935–1937)          | Stanley Baldwin              |
|                       | Anthony Eden                                                            | Anthony Eden                                                            | 22 de desembre de 1935 | 20 de febrer de 1938 (dimití)   | Conservador (Tercer Govern Nacional1935–1937)          | Stanley Baldwin              |
|                       | Anthony Eden                                                            | Anthony Eden                                                            | 22 de desembre de 1935 | 20 de febrer de 1938 (dimití)   | Conservador ( Quart Govern Nacional; Govern de Guerra) | Neville Chamberlain          |
|                       | E. F. L. Wood, 1st Earl of Halifax, Vescomte Halifax                    | E. F. L. Wood, 1st Earl of Halifax, Vescomte Halifax                    | 21 de febrer de 1938   | 22 de desembre de 1940          | Conservador ( Quart Govern Nacional; Govern de Guerra) | Neville Chamberlain          |
|                       | Anthony Eden                                                            | Anthony Eden                                                            | 22 de desembre de 1940 | 26 de juliol de 1945            | Conservador (Coalició)                                 | Winston Churchill            |
|                       | Ernest Bevin                                                            | Ernest Bevin                                                            | 27 de juliol de 1945   | 9 de març de 1951               | Partit Laborista                                       | Clement Attlee               |
|                       | Herbert Morrison                                                        | Sense imatge                                                            | 9 de març de 1951      | 26 d'octubre de 1951            | Partit Laborista                                       | Clement Attlee               |
|                       | Anthony Eden                                                            | Anthony Eden                                                            | 28 d'octubre de 1951   | 7 d'abril de 1955               | Conservador                                            | Sir Winston Churchill        |
|                       | Harold Macmillan                                                        | Harold Macmillan                                                        | 7 d'abril de 1955      | 20 de desembre de 1955          | Conservador                                            | Sir Anthony Eden             |
|                       | Selwyn Lloyd                                                            | Selwyn Lloyd                                                            | 20 de desembre de 1955 | 27 de juliol de 1960            | Conservador                                            | Sir Anthony Eden             |
| Harold Macmillan      | Selwyn Lloyd                                                            | Selwyn Lloyd                                                            | 20 de desembre de 1955 | 27 de juliol de 1960            | Conservador                                            |                              |
|                       | El Comte de Home                                                        | Alec Douglas-Home                                                       | 27 de juliol de 1960   | 20 d'octubre de 1963            | Conservador                                            |                              |
|                       | R. A. Butler                                                            | Rab Butler                                                              | 20 d'octubre de 1963   | 16 d'octubre de 1964            | Conservador                                            | Sir Alec Douglas-Home        |
|                       | Patrick Gordon Walker                                                   | Sense imatge                                                            | 16 d'octubre de 1964   | 22 de gener de 1965             | Partit Laborista                                       | Harold Wilson                |
|                       | Michael Stewart                                                         | Michael Stewart                                                         | 22 de gener de 1965    | 11 d'agost de 1966              | Partit Laborista                                       | Harold Wilson                |
|                       | George Brown                                                            | George Brown                                                            | 11 d'agost de 1966     | 16 de març de 1968 (dimití)     | Partit Laborista                                       | Harold Wilson                |
|                       | Michael Stewart                                                         | Michael Stewart                                                         | 16 de març de 1968     | 17 d'octubre de 1968            | Partit Laborista                                       | Harold Wilson                |

## Secretaris d'Estat d'Afers Exteriors i de la Commonwealth, 1968-present
| Nom         | Nom                   | Imatge            | Accés al càrrec        | Abandonament del càrrec          | Partit Polític   | Primer Ministre   |
| ----------- | --------------------- | ----------------- | ---------------------- | -------------------------------- | ---------------- | ----------------- |
|             | Michael Stewart       | Michael Stewart   | 17 d'octubre de 1968   | 19 de juny de 1970               | Partit Laborista | Harold Wilson     |
|             | Sir Alec Douglas-Home | Alec Douglas-Home | 20 de juny de 1970     | 28 de febrer de 1974             | Conservador      | Edward Heath      |
|             | James Callaghan       | James Callaghan   | 5 de març de 1974      | 5 d'abril de 1976                | Partit Laborista | Harold Wilson     |
|             | Anthony Crosland      | Sense imatge      | 8 d'abril de 1976      | 19 de febrer de 1977 (traspassà) | Partit Laborista | James Callaghan   |
|             | David Owen            | David Owen        | 22 de febrer de 1977   | 4 de maig de 1979                | Partit Laborista | James Callaghan   |
|             | Lord Carrington       | Lord Carrington   | 5 de maig de 1979      | 5 d'abril de 1982 (dimití)       | Conservador      | Margaret Thatcher |
|             | Francis Pym           | Francis Pym       | 6 d'abril de 1982      | 11 de juny de 1983               | Conservador      | Margaret Thatcher |
|             | Sir Geoffrey Howe     | Sir Geoffrey Howe | 11 de juny de 1983     | 24 de juliol de 1989             | Conservador      | Margaret Thatcher |
|             | John Major            | John Major        | 24 de juliol de 1989   | 26 d'octubre de 1989             | Conservador      | Margaret Thatcher |
|             | Douglas Hurd          | Douglas Hurd      | 26 d'octubre de 1989   | 5 de juliol de 1995              | Conservador      | Margaret Thatcher |
| John Major  | Douglas Hurd          | Douglas Hurd      | 26 d'octubre de 1989   | 5 de juliol de 1995              | Conservador      |                   |
|             | Malcolm Rifkind       | Malcolm Rifkind   | 5 de juliol de 1995    | 2 de maig de 1997                | Conservador      |                   |
|             | Robin Cook            | Robin Cook        | 2 de maig de 1997      | 8 de juny de 2001                | Partit Laborista | Tony Blair        |
|             | Jack Straw            | Jack Straw        | 8 de juny de 2001      | 5 de maig de 2006                | Partit Laborista | Tony Blair        |
|             | Margaret Beckett      | Margaret Beckett  | 5 de maig de 2006      | 28 de juny de 2007               | Partit Laborista | Tony Blair        |
|             | David Miliband        | David Miliband    | 28 de juny de 2007     | 11 de maig de 2010               | Partit Laborista | Gordon Brown      |
|             | William Hague         | William Hague     | 11 de maig de 2010     | 13 de juliol de 2016             | Conservador      | David Cameron     |
|             | Boris Johnson         | Boris Johnson     | 13 de juliol de 2016   | 9 de juliol de 2018              | Conservador      | Theresa May       |
|             | Jeremy Hunt           |                   | 9 de juliol de 2018    | 24 de juliol de 2019             | Conservador      | Theresa May       |
|             | Dominic Raab          |                   | 24 de juliol de 2019   | 15 de setembre de 2021           | Conservador      | Boris Johnson     |
|             | Liz Truss             |                   | 15 de setembre de 2021 | 6 de setembre de 2022            | Conservador      | Boris Johnson     |
|             | James Cleverly        |                   | 6 de setembre de 2022  | 13 de novembre de 2023           | Conservador      | Liz Truss         |
| Rishi Sunak | James Cleverly        |                   | 6 de setembre de 2022  | 13 de novembre de 2023           | Conservador      |                   |
|             | David Cameron         |                   | 13 de novembre de 2023 | Al càrrec                        | Conservador      |                   |